# Génie génétique
Le génie génétique est l'ensemble des outils permettant de modifier la constitution génétique d'un organisme en supprimant, en introduisant ou en remplaçant de l'ADN.
Celui-ci peut être introduit directement dans les cellules de l'organisme hôte ou dans des cellules cultivées ex vivo puis réintroduites dans l'organisme. Un prérequis au développement du génie génétique a été la mise au point de techniques recombinantes d'acide nucléique pour former de nouvelles combinaisons de matériel génétique héritable suivies de l'incorporation de ce matériel soit indirectement à travers un système vecteur ou directement par microinjection, macroinjection ou microencapsulation.
Il a souvent pour but la modification des génotypes, et donc des phénotypes.
Le génie génétique est un champ très actif de la recherche car les applications possibles sont multiples, notamment en santé humaine (correction d’un gène porteur d’une mutation délétère, production de protéines thérapeutiques, élimination de séquences virales persistantes, etc.), en agriculture biotechnologique (mise au point de nouvelles générations de plantes génétiquement modifiées, etc.) ou encore pour la mise au point d’outils destinés à la recherche (par exemple pour explorer la fonction d’un gène).
À la suite du développement exponentiel du génie génétique, une nouvelle discipline est apparue dans les années 1960, la bioéthique, qui vise à sensibiliser les chercheurs, mais aussi les politiciens et le grand public, à la nécessité d'introduire systématiquement une dimension éthique dès la phase de recherches (principe de précaution).

## Historique
Au début du XXe, la redécouverte des travaux de Mendel (1822-1888) et les travaux de Morgan (1866-1945) sur la mouche drosophile permettent de comprendre que l'hérédité est due à la transmission de particules appelés gènes, disposés de manière linéaire sur les chromosomes. Dans les années 1950, est mise en évidence la nature chimique des gènes, ainsi que la structure moléculaire de l'ADN. En 1965, découverte des enzymes de restriction confirmée en 1973 par Paul Berg et ses collaborateurs. Ces protéines capables de découper et recoller précisément l’ADN, donnent aux chercheurs les outils qui leur manquaient pour établir une cartographie du génome. Elle ouvre aussi la voie à la transgénèse, qui permet d'intervenir in vitro sur des portions d'ADN et donc des gènes. La technologie de l'ADN recombinant permet l'insertion d'une portion d'ADN (un ou plusieurs gènes) dans un autre ADN.
Chez certains organismes, les technologies mises au point pour introduire un gène dans la cellule vivante restent cependant limitées par le caractère aléatoire de l’insertion de la nouvelle séquence dans le génome. Positionné aléatoirement, le nouveau gène peut inactiver ou perturber le fonctionnement de gènes tiers, ou même être à l’origine d’effets indésirables graves comme le déclenchement d’un processus de cancérisation. Les technologies d'insertion non ciblées ne permettent pas d’obtenir de reproductibilité de l’expérience : il n’y a pas de garantie que la nouvelle séquence soit insérée toujours au même endroit.
Depuis la fin des années 1990, une nouvelle génération de technologies, capitalise sur des connaissances et des technologies plus récentes, comme les nucléases programmables (ZNF, TALEN et CRISPR). Elles permettent d’intervenir sur une zone spécifique de l’ADN afin d’accroître la précision de la correction ou de l’insertion pratiquée, de prévenir ainsi les toxicités cellulaires et d’offrir une reproductibilité fiable de l'intervention.
Ces nouvelles technologies d'ingénierie génomique, avec la génomique synthétique (conception de génomes artificiels), figurent actuellement parmi les technologies les plus prometteuses en termes de recherche biologique appliquée et d’innovation industrielle.

## Production d’organismes génétiquement modifiés
La production d’OGM permet d’introduire dans le génome d’un être vivant de nouveaux gènes, par insertion de portions d’ADN, ou de supprimer ou modifier certains gènes présents. Ces modifications font appel à divers outils du génie génétique, notamment la transgénèse et plus récemment des nucléases programmables (plus particulièrement l'outil CRISPR).

## Génie génétique appliqué à l'humain
Le génie génétique constitue l'une des principales avancées scientifiques du XXe siècle. Il présente en effet un fort potentiel de développement. Toutefois, les possibilités d'application qu'il offre dans la recherche biomédicale suscitent autant de craintes que d'espoirs. Raison pour laquelle une nouvelle discipline est apparue dans les années 1960, la bioéthique, qui vise à sensibiliser les chercheurs, mais aussi les politiciens et le grand public, à la nécessité d'introduire systématiquement une dimension éthique dès la phase des recherches.
En 2015, l'Académie nationale de médecine des États-Unis a organisé un sommet international pour attirer l'attention sur les risques du génie génétique comme, plus important pour les organisateurs, l'eugénisme. Un autre risque est l'incertitude des effets du génie génétique: compte tenu de la complexité du génome humain et l'interdépendance entre tous les gènes différents, la modification d'un gène singulier influencerait aussi des autres parties du génome. Cependant pour la première fois des bébés dit OGM ont vu le jour en Chine, en effet grâce à la technologie CRISPR-Cas9 qui est une nouvelle innovation médicale mis au point en 2012 par la française Emmanuelle Charpentier et l'Américaine Jennifer Doudna. Le chercheur Chinois He Jiankui l’a utilisé afin d'éviter que les jumelles Lulu et Nana ne soient pas porteuses du VIH. La nouvelle technologie Cas9 permet de sectionner certains gènes cependant cela n’avait encore jamais été tenté sur des embryons destinés à rester en vie.
Biologiste québécois, Jean-François Gariépy, avertit que le génie génétique pourrait mener au remplacement des mécanismes actuels de la reproduction humaine. Dans la monographie Le phénotype révolutionnaire (The revolutionary phenotype), Gariépy base cette théorie sur l'hypothèse du monde à ARN où l'ARN a été remplacé par l'ADN comme réplicateur dominant dans le monde. Si l'humanité choisissait ce chemin, la conséquence, en longue terme, serait la transformation radicale de toute société humaine conforme aux intérêts des forces manipulant le processus du génie génétique,

## Outils du génie génétique

### Transgénèse
La transgénèse consiste à introduire un ADN exogène dans le génome d'un organisme soit au moyen d'un virus ou d'une bactérie soit par introduction de l'ADN par des méthodes physicochimiques (électroporation, transfection ou microinjection). La première souris transgénique a été créée par le biologiste Rudolf Jaenisch en 1974. Les premières plantes transgéniques sont créées en 1984 en utilisant Agrobacterium tumefaciens comme vecteur d'ADN exogène,. Une limitation importante des approches de transgenèse est que le matériel génétique exogène est inséré de façon aléatoire. L'insertion, lorsqu'elle a lieu à proximité d'un gène endogène peut entraîner un défaut d'expression de ce dernier.

### Recombinaison homologue
À la différence de la transgenèse, les approches de recombinaison homologue permettent d'introduire, d'enlever ou de remplacer du matériel génétique, et ce de façon très précise. Ces approches reposent sur un mécanisme naturellement présent au sein des cellules permettant de réparer un ADN endommagé en utilisant comme modèle une séquence homologue située sur un autre brin.
Il est possible d’induire des recombinaisons homologues entre l’ADN naturel d’une cellule et d'un ADN exogène introduit par les chercheurs, en utilisant comme vecteur le génome modifié d’un rétrovirus par exemple. Le phénomène de recombinaison est suffisamment souple pour qu’il soit possible d'introduire un certain niveau de changement (ajout, suppression ou modification d’une portion d’ADN) au niveau de la zone d’homologie visée.
Dès les années 1980, Mario R. Capecchi et Oliver Smithies ont travaillé sur la recombinaison homologue de l'ADN comme outil de « ciblage de gène », c’est-à-dire comme instrument d’inactivation ou de modification de gènes précis. Avec la collaboration de Martin J. Evans, ils ont mis au point un procédé permettant de modifier le génome de souris en modifiant l’ADN de cellules souches embryonnaires murines en culture, et en injectant ces cellules souches modifiées dans des embryons de souris. Les souris génétiquement modifiées ainsi générées permettent d’étudier des maladies humaines en laboratoire. C’est aujourd'hui un outil couramment utilisé en recherche médicale. Les travaux des trois chercheurs leur ont valu le Prix Nobel de physiologie ou médecine en 2007.

### Nucléases programmables
Une limitation importante de l'approche de modification génétique par recombinaison homologue est sa très faible activité spontanée, hormis chez la levure et dans les cellules souches embryonnaires de souris qui font figure d'exception. Ceci a fortement limité son application à d'autres organismes. Or au milieu des années 1990, les équipes de Maria Jasin et Jean-François Nicolas démontrent qu'une cassure double-brin de l'ADN de cellules mammifères stimule très fortement la recombinaison homologue (qui est utilisée par la cellule afin de réparer la cassure),. En outre, l'analyse des séquences d'ADN après réparation met en évidence l'action d'une seconde voie de réparation d'ADN, appelée jonction d'extrémités non homologues, qui conduit à la délétion ou à l'insertion de petites séquences d'ADN (typiquement de 1 à 20 nucléotides de long). Ces observations ont donc conduit les chercheurs à développer des nucléases (enzymes coupant l'ADN) dont la séquence d'ADN cible peut être programmée.
Les enzymes de restriction couramment utilisées en biologie moléculaire pour couper l’ADN interagissent avec des séquences constituées de 1 à 10 nucléotides. Ces séquences, très courtes et souvent palindromiques, sont généralement présentes à plusieurs endroits du génome (le génome humain comprend 6,4 milliards de bases). Les enzymes de restriction sont donc susceptibles de couper la molécule d’ADN à de multiples reprises.
Pour pratiquer une chirurgie des génomes précise et sûre, les scientifiques se sont donc tournés vers des outils plus précis. L’ingénierie ciblée des génomes est rendue possible par l’utilisation d’enzymes capables de reconnaître et d’interagir avec des séquences d’ADN suffisamment longues pour n’exister, en toute probabilité, qu’en un exemplaire unique dans un génome donné. L’intervention sur l’ADN se produit alors précisément au niveau de la séquence ciblée. Avec des sites de reconnaissance de plus de 12 paires de bases, les méganucléases, les nucléases à doigts de zinc, les TALENs et les systèmes CRISPR répondent à ces critères de spécificité.
Une fois la coupure de l’ADN effectuée, les mécanismes naturels de réparation de l’ADN et la recombinaison homologue permettent d’incorporer une séquence modifiée ou un gène nouveau.
Le succès de ces différentes étapes (reconnaissance, coupure, recombinaison) dépend de divers facteurs, parmi lesquels l’efficacité du vecteur qui introduit l’enzyme dans la cellule, l’activité enzymatique de coupure, les capacités cellulaires de recombinaison homologue et probablement l’état de la chromatine au locus considéré.

#### Méganucléases
Découvertes à la fin des années 1980, les méganucléases sont des enzymes de la famille des endonucléases qui présentent la caractéristique de reconnaître des séquences d’ADN de grande taille, de 12 à 40 paires de bases. Parmi ces méganucléases, les protéines du groupe LAGLIDADG, qui doivent leur nom à une séquence d’acides aminés conservée, sont les plus nombreuses et les mieux connues.
Ces enzymes ont été identifiées dès les années 1990 comme des outils prometteurs pour l’ingénierie des génomes. Néanmoins, malgré leur diversité dans la nature, et même si chacune d’elles peut présenter de petites variations de son site de reconnaissance de l’ADN, il existe trop peu de chances de trouver la méganucléase adaptée à l’intervention sur une séquence d’ADN bien déterminée. Chaque nouvelle cible d’ingénierie génomique nécessite ainsi une première phase d’ingénierie protéique afin de produire une méganucléase sur mesure.

#### Nucléases à doigts de zinc
Les nucléases à doigt de zinc sont des enzymes de restrictions synthétiques créées en fusionnant des domaines à doigt de zinc avec des domaines de coupure de l'ADN.
La combinaison de 6 à 8 doigts de zinc dont les domaines de reconnaissance ont été caractérisés, il est possible d’obtenir des protéines spécifiques de séquences d’une vingtaine de paires de bases. On peut ainsi contrôler l’expression d’un gène spécifique. Il a été montré que cette stratégie permet de promouvoir un processus d’angiogenèse chez l’animal. Il est également possible de fusionner la protéine ainsi construite avec le domaine catalytique d’une endonucléase afin de provoquer une cassure ciblée de l’ADN et d’utiliser ces protéines comme outils d’ingénierie des génomes.
Les nucléases à doigts de zinc sont des outils de recherche et développement qui ont déjà été utilisés pour modifier des génomes variés, notamment par les laboratoires fédérés dans le Zinc Finger Consortium. L’entreprise américaine Sangamo Biosciences utilise les nucléases à doigts de zinc pour des travaux sur l’ingénierie génétique des cellules souches et la modification de cellules immunitaires à des fins thérapeutiques,. Des lymphocytes T modifiés font actuellement l’objet d’essais cliniques de phase I, portant sur le traitement d’un cancer du cerveau (le glioblastome) et la lutte contre le SIDA.

#### TALEN
Les TALEN sont des enzymes de restriction artificielles générées par fusion d'un domaine de liaison à l'ADN appelé TALE et d'un domaine ayant la capacité de cliver l'ADN.
Le domaine TALE de liaison à l'ADN est constitué de répétitions de 33 ou 34 acides aminés identiques à l'exception des acides aminés 12 et 13. Ces deux derniers résidus confèrent à un module la capacité de reconnaître une base de l'ADN selon un code très simple,. En assemblant ces modules dans l'ordre souhaité, il est très aisé de générer une protéine qui reconnaîtra une séquence spécifique du génome. La fusion de ce domaine TALE avec un domaine de clivage de l'ADN permet d'induire très facilement des cassures double brin sur un gène souhaité.
La rapidité pour la construction de telles enzymes et leur bas coût en font des outils excellents pour réaliser de l'ingénierie des génomes.

#### Correction de mutation génétique
L'utilisation de la technique CRISPR-Cas9 permet une édition précise du génome en ciblant des séquences d'ADN spécifiques. Le système CRISPR (Clustered Regularly Interspaced Short Palindromicrepeats) utilise une enzyme appelée Cas9 pour couper l'ADN à des endroits spécifiques, permettant ainsi de modifier ou de remplacer les séquences génétiques.
La technique CRISPR-Cas9 repose sur la création de ruptures double-brin (DSB) dans l'ADN pour corriger ou modifier des séquences génétiques ciblées. Deux principaux mécanismes de réparation sont activés : la jonction non-homologue (NHEJ), souvent sujette à des erreurs et générant des insertions ou délétions, et la réparation dirigée par homologie (HDR) permettant une modification plus précise lorsqu’un modèle d’ADN donneur est fourni. En raison de sa simplicité et de sa grande efficacité, CRISPR-Cas9 est de plus en plus utilisé non seulement pour modifier des gènes, mais aussi pour explorer de nouvelles voies thérapeutiques, telles que la correction de mutations à l’origine de maladies génétiques, offrant ainsi des perspectives prometteuses en médecine personnalisée

#### Séquençage de nouvelle génération (NGS)
Le NGS a un rôle  important dans la manipulation génétique, il permet une analyse détaillée des séquences génétiques, aidant ainsi à concevoir des interventions génétiques précises.
En plus de son rôle déterminant dans l’analyse des mutations génétiques, le NGS permet d’identifier avec une précision accrue les effets hors cible des techniques comme CRISPR-Cas9. Grâce à sa capacité à séquencer rapidement de larges quantités d'ADN ou d'ARN, il permet non seulement de vérifier la présence des modifications souhaitées, mais aussi d’explorer l’impact global de l’édition génomique sur l’expression des gènes. De plus, le NGS est essentiel dans des études plus complexes, comme l’analyse des variantes structurales ou des régions répétitives du génome, souvent inaccessibles par d’autres méthodes de séquençage

## Applications
Le génie génétique a des applications en médecine, dans la recherche, dans l’industrie et dans l’agriculture et peut être utilisé sur un large éventail de plantes, d’animaux et de micro-organismes. Les bactéries, les premiers organismes à être génétiquement modifiés, peuvent avoir un ADN plasmidique inséré contenant de nouveaux gènes codant pour des médicaments ou des enzymes qui transforment les aliments et d'autres substrats,. Les plantes ont été modifiées pour la protection contre les insectes, la résistance aux herbicides, la résistance aux virus, une nutrition améliorée, une tolérance aux pressions environnementales et la production de vaccins comestibles. La plupart des OGM commercialisés sont des plantes cultivées résistantes aux insectes ou tolérantes aux herbicides. Les animaux génétiquement modifiés ont été utilisés pour la recherche, les animaux modèles et la production de produits agricoles ou pharmaceutiques. Les animaux génétiquement modifiés comprennent des animaux dont les gènes ont été détruits, qui sont plus sensibles aux maladies, qui ont des hormones pour une croissance supplémentaire et qui ont la capacité d'exprimer des protéines dans leur lait .

## Règlementation
Afin de légiférer sur ces nouvelles méthodes, les différents gouvernements ont créé la commission de génie génétique dissoute le 8 décembre 2008 et le Haut Conseil des biotechnologies créé en juin 2008.
Selon l’article 18 du chapitre 5 de la convention pour la protection des droits de l'homme et de la biomédecine, lorsque la recherche sur les embryons in vitro est admise par la loi, celle-ci assure une protection adéquate de l'embryon. La constitution d'embryons humains aux fins de recherche est interdite.
Les modifications effectuées par le chercheur He Jiankui sont donc illégales selon la convention d’Oviedo de 1997.
En novembre 2018, deux jumelles chinoises chez lesquelles une mutation censée les préserver du VIH a été introduite grâce à la technique d’édition des génomes dite CRISPR-Cas9 ont vu le jour. Cet évènement a mis en évidence l’absence de consensus international et les divergences de pratiques des États quant à l’utilisation de la technique CRISPR sur l’humain, l’encadrement de la recherche ayant un caractère essentiellement national.
CRISPR-Cas9, ou plus simplement CRISPR, est une technique d’ingénierie de l’ADN qui permet d’ajouter, de modifier ou de supprimer une séquence spécifique du génome d’un être vivant, bactérie, plante ou animal. Contrairement aux techniques précédentes complexes à mettre en œuvre, CRISPR-Cas9 est facile à utiliser. Elle est aussi plus précise, plus fiable et moins coûteuse.
Chez l’humain, la technique CRISPR peut être utilisée tant pour modifier les cellules de l’embryon que celles d’un individu adulte. L’intervention peut porter sur ce que l’on appelle les cellules-souches, sources de toutes les autres. Il en existe deux populations. D’abord, les cellules souches germinales, reproductrices, que l’on appelle aussi gamètes (spermatozoïdes et ovules), ainsi que les cellules présentes chez le zygote (embryon aux premiers stade de développement). Puis, les cellules souches somatiques, soit les autres cellules du corps. Toute modification des gamètes sera transmise à la descendance, alors que la modification d’un gène sur une cellule somatique ne concernera que l'individu soumis au traitement.